# تاکایوکی ماه
تاکایوکی ماه (انگلیسی: Takayuki Mae؛ زادهٔ ۱۶ سپتامبر ۱۹۹۳) بازیکن فوتبال اهل ژاپن است.
از باشگاه‌هایی که در آن بازی کرده‌است می‌توان به باشگاه فوتبال کونسادول ساپورو اشاره کرد.